# Остин Осман Спер
Остин Осман Спер (30. децембар 1886 — 15. мај 1956) је био енглески уметник и окултиста који је радио као цртач и сликар. Под утицајем симболизма и арт нувеа, његова уметност је била позната по јасној употреби линија и приказу монструозних и сексуалних слика. У окултном својству, развио је магијске технике укључујући аутоматско писање, аутоматско цртање и сигилизацију, на основу његових теорија о односу између свесног и несвесног.

## Биографија
Био је син лондонског полицајца, из скромне радничке породице. У раном детињству показивао је склоност према сликању, те је неко време похађао уметничку школу. Након прекида школовања радио је као произвођач стакла, али је наставио са уметношћу. У раној младости заинтересовао се за магију и окултизам, чије су теме знатно утицале на његов стваралачки уметнички рад. У октобру 1907. године одржао је изложбу својих слика у којима су доминирале гротескне, људске фигуре и магијски симболи, што је фасцинирало тадашње интелектуалце и авангардне уметнике и привукло пажњу озлоглашеног енглеског окултисте Алистера Кроулија (1875 – 1947). Године 1909. Спер је постао приправник Кроулијевог реда Аргентеум Аструм, али није био примљен као званичан члан. Током Првог светског рата био је мобилизован у војску, али је углавном служио као помоћно медицинско особље у Лондону, да би 1919. године био именован за службеног ратног сликара. Својим окултистичким радом утицао је на настанак и развој магије хаоса.

## Уметност
Сперов рад је изванредан по својој разноликости, укључујући слике, велики број цртежа, рад са пастелом, неколико бакрописа, објављене књиге које комбинују текст са сликама, па чак и бизарне екслибрисе. Био је продуктиван од својих најранијих година до смрти. Према Хајдну Мекеју, „ритмички орнамент је израстао из његове руке наизглед без свесног напора“. Спаре је важио за уметника значајног талента и добрих изгледа, али његов стил је био очигледно контроверзан. Критичке реакције на његов рад у том периоду кретале су се од збуњених, али импресионираних, до покровитељских и одбацујућих. Анонимна рецензија Књиге Сатира објављена у децембру 1909. године, која се морало појавити у време Спареовог 23. рођендана, наизменично је снисходљива и невољно пуна поштовања: „Дело господина Спера је очигледно дело талентованог младића. Међутим, „Оно што је важније је личност која лежи иза ових различитих утицаја. И овде морамо приписати господину Сперу значајан фонд маште и проналаска, иако активности његовог ума и даље проналазе одушка кроз помало вијугаве канале. Као и већина младих људи, чини се да себе схвата сувише озбиљно". Наш критичар завршава свој осврт констатацијом да је Спареов цртеж „често безобличан и конфузнији него што верујемо да ће бити када боље асимилује одличне утицаје на основу којих је формирао свој стил.“ Две године касније, још једна анонимна рецензија сугерише: „Када се за господина Спера први пут чуло пре шест или седам година, у неким круговима су га хвалили као новог Бердслија, и као рад младића од седамнаест година, његови цртежи су имали извесну дозу енергије и оригиналности. Али године нису биле благонаклоно према господину Спареу, и он се не сме задовољити тиме да у својој већини произведе оно што је прошло у његовој младости. , његови дизајни нису неприкладни за грубе парадоксе који чине текст ове књиге. Далеко је лакше опонашати епиграм него га измислити."
У рецензији књиге задовољства из 1914. године, критичар (опет анонимни) изгледа да је препуштен збуњености: „Немогуће ми је да сматрам цртеже господина Спареа другачије него дијаграмима идеја које нисам успео да разоткријем; могу само жаљење што добар цртач ограничава обим своје жалбе“.
Роберт Ансел сумирао је Спареов уметнички допринос на следећи начин: Током свог живота, Спер је оставио критичаре у немогућности да удобно сместе његово дело. Ител Колкухун је подржао његову тврдњу да је био прото-надреалиста, а постхумно је критичар Марио Амаја изнео аргумент за Спера као поп уметника. Обично је био и једно и друго- и ниједно. Врхунски фигуративни уметник у мистичној традицији, Спер се може сматрати једним од последњих енглеских симболиста, који помно прати његов велики утицај Џорџа Фредерика Вотса. Поновни мотиви андрогиније, смрти, маски, снова, вампира, сатира и религиозних тема, тако типични за уметност француских и белгијских симболиста, налазе пуни израз у Сперовом раном делу, заједно са жељом да шокира буржоазију.
Године 1964. у Галерији Гринвиц одржана је изложба Сперовог дела уз каталошки есеј поп уметника Марија Амаје, који је веровао да Сперова уметничка дела која приказују познате личности, настала крајем 1930-их и 1940-их, представљају „прве примере поп уметности у овој земљи“. Штавише, он је изјавио да су Сперови аутоматски цртежи „предвидели апстрактни експресионизам много пре него што се за име Џека Полока чуло у Енглеској.“ Лондонски Музеј занимљивости, лепе уметности и природне историје Виктор Винд има сталну галерију посвећену њему- сперова соба.
2016. године је улица у којој је живео, преименована у његову част.

### Објављена дела
- Земаљски пакао (Earth Inferno), објављено 1905. године
- Књига Сатира (A Book of Satyrs), објављена 1907. године
- Књига задовољства (The Book of Pleasure), објављена 1913. године
- Фокус живота(The Focus of Life), објављена 1921. године
- Анатема Зоса (The Anathema of Zos), објављена 1927. године

### Култ Зос Киа
Од својих раних година, Спер је развио сопствену магичко-религиозну филозофију која је постала позната као Зос Киа Култус (познат и као Зос–Киа Култус), термин који је сковао окултиста Кенет Грант. Одрастао у англиканској деноминацији хришћанства, Спер је дошао да осуди ову монотеистичку веру када је имао седамнаест година, рекавши новинару да „смишља сопствену религију која ствара отелотворење његове концепције о чему смо, били и бићемо убудуће.

## Приватни живот
Пријатељи су Спера често описивали као љубазног и приземног, иако се о његовом личном животу зна доста мало. Доживотни љубитељ животиња, бринуо се о многим животињама које је пронашао у близини свог дома и био је члан Краљевског друштва за превенцију окрутности према животињама; на многим фотографијама може се видети како носи значку организације.

## Смрт
У мају 1956. године Сперово слепо црево је пукло и он је примљен у болницу Саут Вестерну у лондонском округу Стоквел, где су лекари приметили да је такође патио од анемије, бронхитиса, камена у жучи и хипертензије. Умро је у болници поподне, 15. маја 1956. у 69. години. Сахрањен је заједно са оцем у цркви Свете Марије у области Илфорд у Лондону. Након смрти, нађени радови и лични предмети сачувани су у различитим музејима.